# 喬克卡瓦山
16°41′13″S 68°37′19″W / 16.68694°S 68.62194°W
喬克卡瓦山（Chuqi Q'awa），是玻利維亞的山峰，位於該國西部拉巴斯省的因加維省，屬於安第斯山脈中奇利亞-基姆薩查塔山脈的一部分，海拔高度4,570米。